# Ider járás
Ider járás (mongol nyelven: Идэр сум) Mongólia Dzavhan tartományának egyik járása. Területe 3700 km². Népessége kb. 2714 fő.
Székhelye Dzúnmod (Зуунмод), mely 80 km-re északkeletre fekszik Uliasztaj tartományi székhelytől.